# Сапожников, Григорий Степанович
Григо́рий Степа́нович Сапо́жников (1894, Бугульма, Самарская губерния, Российская империя — 5 сентября 1920, Александровск, РСФСР) — российский и советский военный лётчик-ас, прапорщик Русской императорской армии.

## Биография
Родился в городе Бугульма в 1894 году в семье мелкого служащего. Семья переехала в Оренбург, где Григорий закончил Оренбургское реальное училище.
С началом Первой мировой войны он добровольцем записался в армию. Учился на курсах воздухоплавания для студентов технических отделений и офицеров (первая в России авиационная школа) в Петроградском политехническом институте, в 1915—1916 годах учился в Севастопольской лётной школе.
В 1916 году направлен в действующую армию. Воевал в составе 16-го КАО, в начале 1917 года переведен в 9-й истребительный отряд. Первую победу одержал, сбив самолёт над Язловцем, за что был награждён Георгиевским крестом. Летом 1917-го сбил второй немецкий самолёт. Всего за 1917-й год Сапожников сбил три самолёта, 2 из которых попали в недельные сводки Румынского фронта (были официально подтверждены). Войну закончил в чине прапорщика.
С началом Гражданской войны, после некоторых колебаний, Сапожников добровольно вступил в РККА. Весной 1918 года под Казанью в составе 1-й Советской боевой группы (впоследствии переименована в 1-й истребительный дивизион, с октября 1918) участвовал в боях с войсками Народной армии и бело-чехами, ежедневно вылетая на разведку и штурмовку белогвардейских позиций. После того, как 16 августа один лётчик, бывший офицер старой императорской армии, перелетел на сторону врага, ко всем остальным бывшим офицерам-лётчикам возникло недоверие. Сапожникову пришлось оправдываться:

Упрекаете меня за отца… Точно! Батя мой — большой мироед. Но при чём тут я? Ведь порвал я с ним окончательно, бесповоротно. Для меня, братцы, летать — это жить! На земле еле двигаюсь: флегма одолевает. А только взлечу — и в душу точно бес вселяется, начинает дразнить: «Крутни-ка „бочку“, ещё, ещё!.. А ну пару петель… А ну, Георгий, ещё одну!..» И верите — забываю обо всем… Нет, не могу не летать. А теперь…— Дьяченко Г.Х. Наследники Нестерова
Сапожников был допущен до полётов, но на следующий день не вернулся из боя. В свете предшествовавших событий лётчика заподозрили в предательстве, но оказалось, что его «Ньюпор» был подбит огнём белогвардейцев. Григорий сумел приземлиться на нейтральной полосе, а затем при помощи пехотинцев оттащить машину на свою территорию. При этом противник пытался помешать эвакуации самолёта сильным огнём, и несколько красноармейцев погибли. Подбитый самолёт впоследствии удалось восстановить.
В 1919 году воевал в составе 1-го истребительного дивизиона на Деникинском фронте.
Красвоенлёт Сапожников особенно отличился во время советско-польской войны в 1920 году.  В мае 1-й истребительный дивизион был переброшен на Западный фронт. На берегу реки лётчики отряда организовали засаду и дежурили в воздухе в излюбленное время полетов противника (с 8 до 11 утра и в вечерние сумерки), однако неприятель постоянно уклонялся от боя. 9 мая Григорий Сапожников получил разрешение послать польским летчикам вызов:

В период затишья на Бобруйском направлении над аэродромом белополяков у с. Киселевичи на высоте 1000 метров неожиданно появился самолёт типа «Снайп». Сделав круг, он снизился до 700 метров и сбросил бомбу, разорвавшуюся у ангара. На аэродроме возникла паника. Словно для того, чтобы успокоить метавшихся людей, «Снайп» вышел к центру посадочной полосы и начал пилотаж. Крутую замкнутую восьмерку сменило переопрокидывание (так тогда назывался переворот), из которого летчик перевел самолёт в петлю Нестерова, затем последовали четкие иммельман, ранверсман и каскад «бочек». Комплекс фигур завершила прощальная спираль.

Когда в ходе нисходящих манёвров «снайп» приближался к земле, изумленные зрители могли различать на его крыльях звезды, а на фюзеляже — большой пиковый туз. Самолёт пилотировал красный военный лётчик Георгий Степанович Сапожников. После показа противнику искусства «воздушной джигитовки» «снайп» атаковал наблюдательный аэростат, несший службу оповещения и прозевавший его. Несколькими очередями из пулемёта он заставил его снизиться, однако в одном из заходов сам получил повреждение — огнём с земли было пробито верхнее левое крыло.— Бабич В. К. Воздушный бой
На следующее утро, в 10 час. 30 мин., над аэродромом красных в Салтановке появились три польских самолёта «Эльфауге» (LVG C.V), нагруженных бомбами. Дежурное звено красных (Сапожников, Гвайта, Серёгин) встретило противника в воздухе. Поляки не приняли бой и, сбросив нерасконтренные бомбы в лес, начали уходить. Пулемёт на самолёте Гвайты сразу отказал, а на самолёте Серёгина стоял только несинхронный «Льюис» под верхним крылом, из которого попасть в цель было очень сложно. Бой вел практически один Сапожников. В результате преследования замыкающий польский самолёт, управляемый командиром 12-й эскадры бывшим царским офицером капитаном Юргенсоном, был поврежден и приземлился на советской территории. Экипаж был взят в плен. 12 мая Троцкий, проездом посетивший аэродром в Салтановке, лично вручил Сапожникову орден Красного Знамени.
20 мая Сапожнков провёл ещё два воздушных боя. В первый он вступил, когда возвращался после бомбометания, защищаясь от пытавшегося его перехватить польского летчика на самолёте OEFFAG D.III (усовершенствованная австрийская версия германского истребителя Albatros D.III). Сапожников сумел перехватить инициативу и подбил противника, но на преследование не хватило бензина. Во время второго боя самолёт Сапожникова получил повреждения, но противник тоже был подбит.
29 мая лучший польский ас Стефан Павликовский совершил облет аэродрома, где базировался 1-й авиаотряд, вызывая противника на поединок. Сапожников принял вызов. После ряда стремительных манёвров он зашёл поляку в хвост и дал меткую очередь, пробившую радиатор вражеской машины. Павликовский с чадящим мотором сумел дотянуть до своих позиций.
В ночь на 7 июля 2, 8 и 10-я дивизии 16-й армии перешли в наступление. Летчики 1-го дивизиона поддерживали наземные войска бомбово-пулемётными ударами. За боевые успехи 1-й истребительный авиадивизион был награждён Почетным Революционным Красным Знаменем ВЦИК.
В августе 1-й авиаотряд перевели на Южный фронт (против Врангеля). Особенно жаркие бои разгорелись в середине августа над Каховкой. Сапожников и ещё два лучших пилота (Кожевников и Мельников) составили отдельное т. н. «звено асов», которому поручили перехват и уничтожение вражеских самолётов-разведчиков. В то время он летал на новейшем английском истребителе «Сопвич-Снайп» (Sopwith 7F.1 Snipe). Там же Сапожников освоил новый вид боевого применения истребителей — штурмовые действия в тесном контакте с кавалерией (об этом пишет в журнале «Вестник Воздушного Флота» его боевой товарищ Е. И. Гвайта).
4 сентября Сапожников прилетел в г. Александровск (ныне Запорожье), чтобы поздравить с наградами друзей из Центральной авиагруппы. Накануне торжественного парада лётчики, в том числе и Сапожников, отметили это событие. Проснувшись и обнаружив, что личный состав авиагруппы убыл в город на парад, без него, Сапожников решил продемонстрировать участникам парада своё пилотажное искусство. Под угрозой оружия он заставил механика выпустить его самолёт в воздух. Однако сразу после отрыва от земли, ещё не разогнавшись, он так круто задрал нос машины, что самолёт, потеряв скорость, рухнул на землю. О похоронах Сапожникова лётчик А. К. Туманский вспоминал:

Мы хоронили Георгия Сапожникова через день на городском кладбище. Собралось огромное количество народа. Здесь были и военные, и большинство жителей Александровска. Когда гроб с телом Сапожникова стали опускать в могилу, военный оркестр вдруг тихо-тихо заиграл… старинный вальс «Берёзку». Все присутствовавшие сперва встрепенулись и стали с недоумением переглядываться, но потом, очевидно, поняли… Мы услышали то тут, то там сперва тихие, затем все нарастающие всхлипы женщин, переходящие в рыдания. Многие мужчины, и мы в там числе, полезли за платками...— Туманский А. К. Полет сквозь годы
К моменту гибели на счету Григория Сапожникова достоверно числятся семь сбитых самолётов противника, из них три на фронтах Первой мировой войны, и один аэростат.

## Награды
- Георгиевский крест
- Орден Красного Знамени

## Память
- Именем Сапожникова была названа улица в городе Запорожье, Украина. В мае 2016 года переименована в улицу Васыля Стуса.
- В 1927 году его имя было присвоено одному из самолётов ВВС Московского военного округа — «имени военлёта Сапожникова»[8]

## Интересные факты
- Григорий Сапожников назвал свой самолёт именем «Нелли»[9].